# Lachaussée-du-Bois-d'Écu
Lachaussée-du-Bois-d'Écu är en kommun i departementet Oise i regionen Hauts-de-France i norra Frankrike. Kommunen ligger i kantonen Crèvecœur-le-Grand som tillhör arrondissementet Beauvais. År 2022 hade Lachaussée-du-Bois-d'Écu 184 invånare.

## Befolkningsutveckling
Antalet invånare i kommunen Lachaussée-du-Bois-d'Écu
| Referens: INSEE |